# Глєбка Петро Федорович
Петро́ Фе́дорович Глє́бка (біл. Пятро Глебка; 23 червня 1905, село Вялікая Уса, нині Узденський район Мінської області Білорусі  — 18 грудня 1969, Мінськ) — білоруський громадський діяч, науковець, поет, драматург, перекладач. Академік АН БРСР (1957).
У 1957—1969 роках був директором Інституту мистецтвознавства, етнографії і фольклору АН БРСР.

## Біографія
Народився в селянській сім'ї. Після закінчення семирічки (1923), намагався поступити в БДУ, однак після невдалої спроби, поступає в Білпедтехнікум (1924—1927). Там знайомиться з П. Трусом і М. Лужаніним, активно співпрацюває з ними в настінній газеті. У 1925 П. Глєбка вступає до рядів «Молодняку», у цьому ж році в газетах «Білоруське село», «Радянська Білорусь», часописах «Робітниця і селянка», «Білоруський піонер» з'явилися його перші вірші. Починав він як типовий молодняківець — зі «сталевою» вірою в «золотий ранок» країни. З переходом Глєбки в 1926 у літературно-художнє об'єднання «Узвишшя» міняється його творча манера. Вона становиться більш стриманою, рефлексійно-розважливою, психологічно поглибленою. У 1927 Глєбка переводиться на літературно-лінгвістичне відділення БДУ, де атмосфера в цілому сприяла інтелектуальному росту і мистецькій творчості. Реальність бачилась молодому Глєбку в романтичному світлі, а майбутнє Білорусі — мрійливим і світлим. Білоруські тенденції поета деколи набувають ясенінських інтонацій, про що Глєба сам признається пізніше в автобіографії.
Перший збірник П. Глєбки — «Шипшина» (1927) — промовистий зразок ліричної поезії, свідчення його самобутнього таланту. Лірика поета набуває символіко-алегоричні обриси, становиться виразно медитативною. Ліричний герой все частіше самовиявляється через мінорні тони, через бурливий каскад суперечливих думок та переживань. Тема кохання стала одним з важливих засобів самовиявлення П. Глєбки. Образ коханої лейтмотивом проходить через низку віршів «Краса молодості» (1927). Створений поетом ескіз природи у його природоописувальних циклах теж сприяє розкриттю стану ліричного героя («Тремтіти в інеї», «Клен зав'яв», «Гнуться верби», «Зустрінемо весну», «Місяць нуртує» та ін.). У пізніших збірниках поезії — «Урочисті дні» (1930), «Хід подій» (1932), «Чотири вітри» (1935), «Мужність» (1938) — яскраво відбилася атмосфера літературного життя 30-х років з її натхненним прославленням героїчної сучасності і апофеозам революції.
Після закінчення університету (1930) П. Глєбка працював завідувачем літвідділу в газеті «Колгоспник Білорусі», в часописі «Полум'я революції». У 1934-1936 — консультантом з поезії в СП БРСР. Під час Другої світової війни — у редакціях фронтових газет «За Радянську Білорусь», «За вільну Білорусь». Під псевдонімом Язеп Касіла друкував сатиричні твори у газеті-плакаті «Роздавимо фашистську гадину» і в «Партизанській дубинці». У 1943-1945 — редактор видавництва ЦК КП(б)Б «Радянська Білорусь», головний редактор Державного видавництва БРСР у Москві. У 1944 його призначили керівником групи зі складання «Російсько-білоруського словника» (1953). Серед найкращих віршів часів війни варто згадати «Партизани», «Смерть солдата», «Рідний хліб», «Посилка», «Гай», «Живе слово», «Про книги», «Білорусі», «Перелом», «Повернення» та ін.. У цілому ж лірика воєнного періоду відмітна в масштабі всієї білоруської радянської літератури 1941—1945 рр., і, мабуть, не буде помилкою вважати її вершиною літературно-художньої праці поета.
П. Глєбка виділявся глибоким розумінням ролі гуманітарної науки в долі народу. Задовго до того, як академік АН Білорусі П. Ф. Глєбка (з 1957) очолив Інститут мистецтвознавства, етнографії і фольклору (ІМЕФ) АН БРСР (1957—1969), а потім все відділення суспільних наук, він дбав про розвиток мови, її культури і державний статус, про шляхи мовознавства та інших галузей наук в республіці. П. Ф. Глєбка ініціював і брав безпосередню участь у розробці плану видання зводу білоруської народної творчості. На сьогодні, видана ним серія БНТ налічує близько 50 томів творів традиційної культури. За його пропозицією наукові співпрацівник ІМЕФ АН Білорусі почали збір і підготовку до видання пам'ятників історії та культури Білорусі (7 томів). Як учений та організатор науки П. Ф. Глєбка долучився до вироблення стратегічних напрямків розвитку театрознавства і фольклористики, мистецтвознавства і етнографії, кінознавства і ентомузикології. П. Ф. Глєбку обирали депутатом Верховної Ради БРСР (1955—1967). Як член делегації Білоруської ССР неодноразово брав участь у роботі сесій Генеральної Асамблеї ААН. Як підсумком цих поїздок з'явилися «Вірші про закордон», «Розмова з океаном».
Автор статей про Т. Шевченка: «Шевченко і білоруська література» (1939), «Пам'ятні розмови» (1952). Перекладав твори української літератури, зокрема Т. Шевченка, М. Бажана та інших.

## Твори
- Збор твораў: у 4 т. / Пятро Глебка; прадм. А. Вялюгіна. — Мн.: Маст. літ., 1984—1986.
- На спатканні гадоў: вершы / Пятро Глебка; прадм. і ўклад. М. В. Няхая. — Мн.: Юнацтва, 1990. — 95 с.
- Выбранае / Пятро Глебка // Семнаццаць песень: зб. паэзіі. — Мн.:, 1997. С. 38-64.

## Українські переклади
- Поезії. — К., 1975.